# Canon EOS R1
Canon EOS R1 — цифровой беззеркальный фотоаппарат с полнокадровой КМОП-матрицей, официально анонсированный компанией Canon 15 мая 2024 года. Ожидается, что камера будет выпущена на рынок в 2024 году. Это первая флагманская камера Canon в линейке Canon EOS R.
Цена: 6500 долл/евро (США/Европа). 
Количество Мп - 24.
Примечание. Компания до сих пор не обнародовала полные и точные спецификации камеры. Как и точный срок выхода.
Камера будет протестирована амбассадорами компании на Парижской Олимпиаде (26 июля - 11 августа), т.к. камера позиционируется как профессиональная камера для спорта и журналистики. После чего компания внесет изменения и улучшения по поступившим замечаниям и предложениям. А к концу года объявит полные ТТХ камеры и дату ее выхода.
Среди заявленных улучшений, по сравнению с профессиональной моделью EOS R3:
- Наличие дополнительного процессора DIGIC Accelerator (вместе с DIGIC X)
- Новая КМОП-матрица, обеспечивающая более быструю скорость считывания информации
- Улучшенное распознавание объектов
- Улучшенное подавление шума